# Поздняков, Анатолий Иванович
Анато́лий Ива́нович Поздняко́в (20 июня 1948 — 15 августа 2015) — российский почвовед, доктор биологических наук, профессор факультета почвоведения МГУ им. М. В. Ломоносова, член-корреспондент РАЕН. Основоположник и ведущий специалист в области электрофизики почв.

## Биография
Родился в станице Кутаисской Краснодарского края 20 июня 1948 года. В 1972 году окончил почвенное отделение биолого-почвенного факультета МГУ. В 1975 на факультете почвоведения МГУ (организованном 10 апреля 1973 на базе отделения биолого-почвенного факультета) защитил кандидатскую диссертацию на тему «Естественное электрическое поле почв», а в 1986 докторскую «Стационарные электрические поля в почвах».
В 1976—1981 работал заведующим лабораторией на Центральной торфо-болотной опытной станции в Дмитровском районе Московской области, с 1981 является заместителем директора станции, в 2002 году преобразованной в филиал ВНИИМЗ. С 1996 года читает на факультете почвоведения МГУ, разработанный им курс лекций «Электрофизика почв», первый курс по данному направлению в мировой практике. С 2004 года — профессор кафедры физики и мелиорации почв факультета. С того же года является членом-корреспондентом РАЕН по секции «Науки об окружающей среде». Член диссертационного совета Аграрного Университета «Московская сельскохозяйственная академия им. К. А. Тимирязева».
Лауреат премии им. В. Р. Вильямса (2002), дважды становился лауреатом Государственной научной стипендии Президента РФ как выдающийся ученый. Отмечен РАСХН в числе лучших мелиораторов России.
В 2005 году, после появления «Почвенных апокрифов» Л. О. Карпачевского, А. И. Поздняков издал книгу «Что было, то было…», где собрал реальные полуанекдотические истории, произошедшие с почвоведами последней четверти XX — начала XXI веков.
15 августа 2015 года умер от остановки сердца.

## Научная деятельность
Поздняков разработал теорию поведения электрических полей в почвах, связанную с общей теорией почвообразования. Первопричиной формирования электрических полей в почве является распределение подвижных электрических зарядов (катионов ППК и почвенного раствора), за что ответственны элементарные почвенные процессы. Таким образом, каждый тип почвообразования обуславливает свои специфические значения электрических параметров почвы и характеризуется ими.
На её основе им были созданы новые методы и приборы полевого экспресс-обследования почв. В настоящее время ведётся производство этих приборов фирмой Landviser. Методы опробованы на почвах основных генетических типов России, стран СНГ и дальнего зарубежья и применяются для решения широкого круга задач: картирования, мониторинга химических и физических параметров почвы, оценки гидрологической обстановки территории и обследования гидротехнических и мелиоративных сооружений.
Помимо этого, Поздняков занимается разработкой принципов рационального использования мелиорированных почв гумидной зоны России, предложил методы сдерживания деградации осушенных торфяных почв. Соавтор концепций «Рациональное использование торфяных ресурсов России» (2003) и «Торфопользование в России» (2007).
Является автором открытия «Явление образования периодических коллоидных структур в почвах».

## Труды
К середине 2007 опубликовал более 250 научных работ, из них 5 монографий:
- Стационарные электрические поля в почвах (1996, в соавторстве)
- Торф, торфяные почвы, удобрения (1998, в соавторстве)
- Полевая электрофизика почв (2001)
- Полевая электрофизика в почвоведении, мелиорации и земледелии (2002, в соавторстве)
- Электрофизические свойства некоторых почв (2004, в соавторстве)

Автор 13 патентов.